# Maxence Caron
Maxence Caron é um escritor, poeta, filósofo e musicólogo francês, nascido em 1976, premiado da Académie Française.

## Vida
Maxence Caron é um escritor, poeta, filósofo e musicólogo francês, nascido em 1976, conversos ao catolicismo romano em 1998, premiado da Académie Française, catedrático de instituto em filosofia (Sorbonne, 1999), doctorado em letras (Sorbonne, 2003). É director de coleção nas Éditions du Cerf, e entre outros de Les Cahiers d’Histoire da Philosophie, que criou. Também é autor de textos literários e de várias obras sobre o pensamento alemão (Heidegger, Hegel, Kant, Nietzsche) e sobre Santo Agostinho. Por fim, foi o autor de um sistema filosófico que concede grande importância à literatura. Ditos trabalhos sobre Hegel e Heidegger aprovaramnos Bernard Mabille, Jean-François Marquet e Marc Fumaroli (sobre Bach), entre outros.
Colabora regularmente a "La Nef" e participa a vários jornais e revistas. Foi bem como redigiu uma grande parte do número especial do semanário "Le Point", dedicado ao cristianismo.
Músico, pianista, musicólogo, Maxence Caron é diplomado de diferentes Conservatorios Nacionais de Música (Paris) em vários aspectos.

## Obra
- Lire Hegel, Paris, Ellipses, 2000.
- Saint Augustin : La Trinité, Paris, Ellipses, 2004 ISBN 2-7298-2110-4.
- Heidegger - Pensée de l'être et origine de la subjectivité, préface de Jean-François Marquet, Paris, Éditions du Cerf, « La Nuit surveillée », 2005 ISBN 2-204-07732-1
- Introduction à Heidegger, Paris, Ellipses, 2005 ISBN 2-7298-2420-0.
- (dir.), Heidegger, avec les contributions de Jocelyn Benoist, Rémi Brague, Jean-Luc Marion, Jean-François Marquet (et al.), Paris, Éditions du Cerf, « Les Cahiers d'Histoire de la Philosophie », 2006 ISBN 2-204-08029-2.
- Être et identité - Méditation sur la Logique de Hegel et sur son essence, préface de Bernard Mabille, Paris, Éditions du Cerf, « Passages », 2006 ISBN 2-204-08024-1
- (dir.), Hegel avec les contributions de Bernard Bourgeois, Marcel Conche (et al.), Paris, Éditions du Cerf, « Les Cahiers d'Histoire de la Philosophie », 2007 ISBN 978-2-204-08057-6.
- Microcéphalopolis - Roman, Versailles, Via Romana, 2009 ISBN 978-2-916727-43-1
- (dir.), Saint Augustin, avec les contributions de Bento XVI / Joseph Ratzinger, Jean-Louis Chrétien (et al.), Paris, Éditions du Cerf, « Les Cahiers d'Histoires de la Philosophie », 2009.
- La Vérité captive - De la philosophie, Paris, Editions du Cerf/Ad Solem, 2009 ISBN 978-2-204-09003-2
- Pages - Le Sens, la musique et les mots, Paris, Séguier, 2009.
- La pensée catholique de Jean-Sébastien Bach - La Messe en si, Versailles, Via Romana, 2010.
- Le Chant du Veilleur - Poëme Symphonique, Versailles, Via Romana, 2010.
- Philippe Muray, la femme et Dieu, Artège, 2011.
- (codir.), Philippe Muray, avec les contributions de Jean Clair, Benoit Duteurtre, Fabrice Luchini, (et al), Paris, Editions du Cerf, "Les Cahiers d'histoire de la philosophie", 2011.
- L'Insolent, NiL / Robert Laffont, 2012.
- Journal inexorable, Via Romana, 2012.
- Improvisation sur Heidegger, Éditions du Cerf, « Passages », 2012.